# オジきゅんです!
『オジきゅんです!』（Oji-Kyun-Desu）は、2021年1月30日からAbemaTVで配信されるバラエティ番組。番組では「かわいいおじさん深堀バラエティー」と標榜している。

## 内容
本来、流行とはかけ離れた存在である、世の中のオジさんたちも、観察すれば実はかわいい。番組ではかわいいおじさんの容姿や行動を「オジきゅん」と位置付け、インフルエンサーたちと新しい価値観を発掘する。メインMCは峯岸みなみ、藤井サチ。加えて毎週ゲストMCをスタジオに招く。スタジオMC席には押すと「きゅん」と鳴るボタンが設置されている。月一配信番組で、毎月最終週土曜 22:00 - 23:00 に配信する。
若い女性の間で2020年のプチキーワードとなった「オジきゅん」現象をメインに取り扱うが、カンニング竹山は「おじさんはパンダと一緒。遠目に見ているときはいいけど、油断して近づくと攻撃されるから気をつけて！」と呼び掛けている。

## おもなコーナー
わたしのオジきゅん体験談
インフルエンサーやMCが感じた「オジきゅん」をトークする。
〇〇の推しオジ動画
インフルエンサーが観てほしい「オジきゅん動画」（TikTok、YouTubeなど）を紹介する。
オジきゅんPOINTを探そう/オジきゅんデート
番組名を隠し、おじさん芸能人を追跡取材。第1回は神奈月を追った。第2回からは「オジきゅんデート」に改題し、クマムシ・長谷川を取りあげた。一般的な媒体では若手芸人とくくられる人物も、30代半ば以上であるならば「おじさん」の範疇とされる。
街中の人
街ゆくおじさんにインタビュー。言動や内容から、ときめくおじさんポイントを探す。
オジきゅんちゃんいらっしゃい
「オジきゅん」から発展し、年上男性と結婚に至った女性をゲストに招くトークコーナー。
今週のベストおじきゅん
登場したおじさんから最もときめいた人物を決定する。

## 出演者

### MC
- 峯岸みなみ
- 藤井サチ

### ゲストMC
- 井上苑子（2021年1月30日）
- 加藤ナナ（2021年1月30日）
- ほのか（2021年2月28日）
- 王林（2021年2月28日）
- 大和田南那（2021年3月20日）[4]
- 井口綾子（2021年3月20日）

### インフルエンサー
- 優里香（2021年1月30日）
- リア（2021年1月30日）
- Hinako（2021年1月30日）
- REN（2021年1月30日）
- non（2021年1月30日）
- ひなの（2021年1月30日）
- 古関れん（2021年1月30日、2月28日、3月20日）
- 紺野栞（2021年1月30日）
- ちゃぴ（2021年2月28日）
- みぃたま（2021年2月28日）
- 彩菜（2021年2月28日）
- 中山まりあ（2021年2月28日）
- 阿久津真央（2021年2月28日、3月20日）
- 岩田まあり（2021年2月28日、3月20日）
- 下島輝星（2021年2月28日）
- 渋木美沙（2021年3月20日）
- えいみ（2021年3月20日）
- yuri（2021年3月20日）
- 吉美あや（2021年3月20日）
- なまはむこ（2021年3月20日）

## スタッフ
- ナレーション：桐谷蝶々[5]
- 企画・総合プロデュース：太田亮（博報堂DYメディアパートナーズ）、吹石洋佑（博報堂）、中村豪
- 構成：石毛義明、大滝裕一
- アートディレクター：藤本大生
- 美術プロデューサー：森健彦（フジアール）
- 美術デザイン：大石萌瑛（フジアール）
- 技術協力：NOUVELLE VAGUE
- TM：池田正義
- ロケ技術：小林真士、河崎雅俊
- 編集：坪野洋季
- MA：大江拓矢
- 音効：長濱麻衣子
- 制作進行：鈴木大介、草野恵帆
- アシスタントプロデューサー：佐藤一仁、曳地真実
- ディレクター：田中義巳、吉田真人、赤坂祐貴、壷井卓也
- チーフディレクター：飯野修一
- 演出：藁科誠
- ビジネスプロデューサー：谷本佑斗（博報堂DYメディアパートナーズ）臼倉宏（博報堂DYメディアパートナーズ）
- プロデューサー：衛藤あかね（AbemaTV）、水谷祐太（AbemaTV）、神田優輝（AbemaTV）、本田賢治（ランブルビー）
- 制作協力：ランブルビー
- 制作著作：ABEMA